# دم‌خاکستری‌ها
دم‌خاکستری‌ها (نام علمی: Xenerpestes) سرده‌ای از پرندگان از خانواده تنورمرغان (Furnariidae) و این شامل گونه‌های زیر است:
- دم‌خاکستری استوایی، Xenerpestes singularis
- دم‌خاکستری دونواره، Xenerpestes minlosi